# John McLiam
John McLiam est un acteur canadien, né le 24 janvier 1918 en Alberta (Canada) et mort le 16 avril 1994 à Los Angeles (États-Unis).

## Filmographie
- 1961 : Dead to the World : Goody
- 1962 : La Quatrième Dimension (The Twilight Zone) (série télévisée), Saison 4, épisode Miniature : Le gardien du musée
- 1964 : My Fair Lady : Harry
- 1967 : Luke la main froide (Cool Hand Luke) de Stuart Rosenberg : Boss Keen
- 1967 : De sang-froid (In Cold Blood) de Richard Brooks : Herbert Clutter
- 1967 : Les Mystères de l'Ouest (The Wild Wild West), (série TV) - Saison 3 épisode 17, La Nuit du Mannequin (The Night of the Headless Woman), de Alan Crosland Jr. : Tucker
- 1968 : Police sur la ville (Madigan) : Dunne
- 1968 : The Mystery of Edward Sims (TV) : Ephrem Killigrew
- 1968 : Mission impossible ( série TV , saison 3 épisode 9 : Au sommet) : Anton Usakos
- 1969 : Les Reivers (The Reivers) : Van Tosch
- 1969 Le Virginien (TV) saison 8 épisode 04 (The power seekers) : Eb Smalley
- 1970 : Riverrun : Jeffries
- 1970 : Halls of Anger : Lloyd Wilkerson
- 1970 : R.P.M. : Rev. Blauvelt
- 1970 : Monte Walsh : Fightin' Joe Hooker
- 1970 : Le Virginien (Men of Shiloh) (TV) saison 9 épisode 01 (The West vs. Colonel MacKenzie) : Parker
- 1971 : Hitched (en)'' (TV) : Pete Hunter
- 1971 : Big Jake : Army officer
- 1971 : If Tomorrow Comes (TV) : Father Miller
- 1972 : The Culpepper Cattle Co. : Thorton Pierce
- 1973 : Duel dans la poussière (Showdown) : F.J. Wilson
- 1973 : Runaway! (en) (TV) : Conductor
- 1973 : The Iceman Cometh de John Frankenheimer : Jimmy Tomorrow
- 1973 : Legend in Granite (TV) : Dom Olejnickzak
- 1973 : Woody et les Robots (Sleeper) : Dr. Aragon
- 1973 : Les Rues de San Francisco (série télévisée) - Saison 2, épisode 14 (Most feared in the Jungle) : Dr. Joseph Hyland Sr
- 1974 : La Planète Des Singes (série télévisée) - Episode 6 (Tomorrow's Tide ou Les Pêcheurs) : Garto
- 1974 : The Dove de Charles Jarrott : Lyle Graham
- 1975 : Rafferty and the Gold Dust Twins : John Beachwood
- 1975 : Attack on Terror: The FBI vs. the Ku Klux Klan (en) (TV) : Jailer Sutton
- 1975 : The Turning Point of Jim Malloy (TV) : Mr. Kelly
- 1975 : L'Homme invisible (The Invisible Man) (TV) : Blind Man
- 1975 : La Chevauchée sauvage (Bite the Bullet) : Gebhardt
- 1975 : Les Aventuriers du Lucky Lady (Lucky Lady), de Stanley Donen : Rass Huggins
- 1976 : Missouri Breaks (The Missouri Breaks) : David Braxton
- 1976 : Starsky et Hutch : S1/Ep22 Condoléances : Professeur Jennings
- 1976 : L'Appel de la forêt (Call of the Wild) (TV) : Prospector
- 1976 : Soudain... les monstres (The Food of the Gods) : Mr. Skinner
- 1977 : Delta County, U.S.A. (TV) : Cap McCain
- 1977 : The Incredible Hulk: Death in the Family (TV) : Michael
- 1978: La petite maison dans la prairie (TV): (La rumeur (Whisper Country) ): Caleb Fisher
- 1979 : The Legend of the Golden Gun (en) (TV) : Jake Powell
- 1979 : Freedom Road (en) (TV) : President Ulysses S. Grant
- 1981 : En plein cauchemar (The Five of Me) (TV) : Father
- 1981 : Mistress of Paradise (TV) : Nathan MacKay
- 1981 : Bret Maverick (en) (TV) : Doc Holiday, Card Player
- 1982 : Voyager from the Unknown de Winrich Kolbe et James D. Parriott :
- 1982 : The Ambush Murders (it) (TV) : Judge Collier
- 1982 : The End of August : Colonel
- 1982 : Rambo (First Blood) : Orval the Dog Man
- 1982 : La Petite Maison dans la prairie : ( Le Grand Péché (Sins Of The Fathers) ) : Eliott Reed
- 1983 : Dempsey (TV) : Hyrum Dempsey
- 1983 : Two Marriages (en) (série télévisée) : Woody Daley
- 1984 : Les Routes du paradis (TV) : Carl Fred Simms
- 1985 : A Death in California (TV) : Judge Carter
- 1986 : Samaritan: The Mitch Snyder Story (TV) : Jessie
- 1987 : J. Edgar Hoover (en) (TV) : A. Mitchell Palmer
- 1987 : Walk Like a Man (en) : H.P. Truman
- 1988 : Split Decisions : Pop McGuinn
- 1990 : Fall from Grace (en) (TV) : Rev. Aubrey Sara